# Urosporellopsis
Urosporellopsis — рід грибів родини Amphisphaeriaceae. Назва вперше опублікована 1994 року.

## Класифікація
До роду Urosporellopsis відносять 1 вид:
- Urosporellopsis taiwanensis